# Sugar Minott

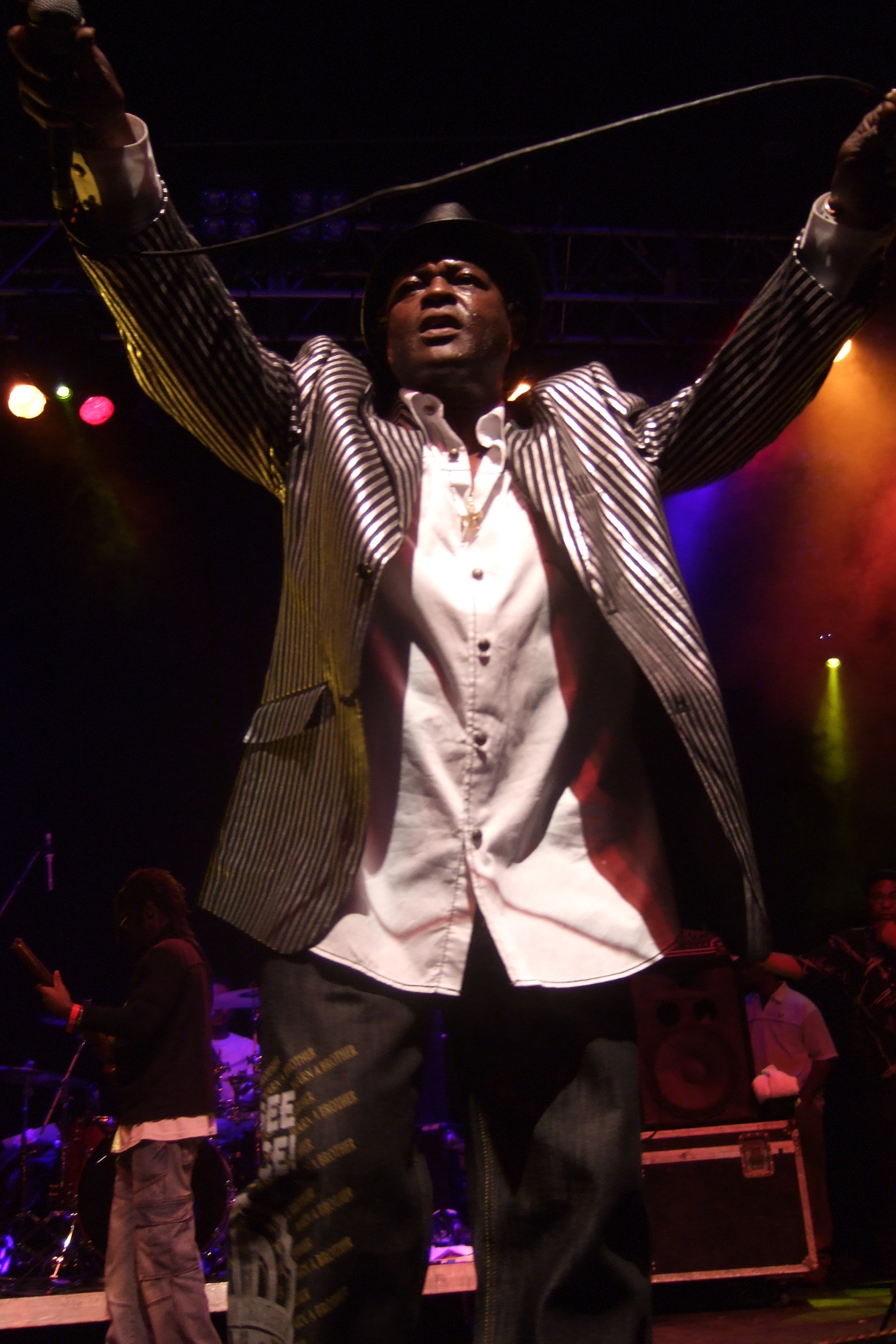
Sugar Minott

Lincoln Barrington Minott (25 de mayo de 1956 - 10 de julio de 2010) más conocido Sugar Minott fue un cantante de reggae jamaicano y productor.

## Biografía
Sugar Minott se inició como selector en el sound system Sound of Silence Keystone. En 1969, empezó su carrera de cantante como miembro del grupo The African Brothers con Tony Tuff y Derrick Howard. El grupo saca varios sencillos en la primera mitad de la década y se separa en 1974, poco después de grabar "No Cup No Broke" para Studio One.
Se asoció con el productor Clement Coxsone Dodd de Studio One y consigue sus primeros éxitos con títulos como «Vanity», «Oh Mr DC» y «Hang on Natty».
En 1979, su disco «Black Roots» y el título «Hard Time Pressure» tienen un gran éxito en Inglaterra, donde decide trasladarse para ayudar a desarrollar el reggae. Su sencillo «Good Thing Going» (versión de una canción de Michael Jackson) alcanzó el puesto n°4 en el UK Singles Chart en 1981.
De vuelta en Jamaica, creó su propio sello Black Roots y su organización : Youth Promotion. Firmó a artistas como Garnet Silk, Barry Brown, Tristan Palmer, Tony Tuff o Junior Reid.
Sacó con Sly & Robbie el sencillo "Rub a Dub Style Sound" en 1984, que está considerado como un prototipo del estilo Ragga que se desarrolló en los años 80.
Una de sus contribuciones más importantes a la cultura popular Jamaicana fue su papel pionero en la creación del Dancehall a mediados de los 80. Mientras colaboraba con Dodd, Minott empezó a utilizar ryhthms ya existentes para añadir sus propias letras en las que intercalaba trozos cantados y otros trozos de tipo rap. El propio Minott se reconocía a él mismo como pionero del género, y así lo mencionaba en algunas de sus propias canciones, como en Feel the Rythm, donde textualmente se proclamó como ''The Dancehall King''.

## Fallecimiento
Murió el 10 de julio de 2010, después de ser ingresado en el Hospital Universitario West Indies en St. Andrew.

## Discografía
- Live Loving (1978, Studio One)
- Showcase (1979, Studio One)
- Bittersweet (1979, Ballistic)
- Black Roots (1979, Black Roots/Island)
- Ghetto-ology (1979, Trojan Records)
- Roots Lovers (1980, Black Roots)
- Give The People (1980, Ballistic)
- African Girl (1981, Black Roots)
- Good Thing Going (1981, RCA)
- Dancehall Showcase (1983, Black Roots)
- With Lots Of Extra (1983, Hitbound)
- Herbman Hustling (1984, Black Roots)
- Slice Of The Cake (1984, Black Roots)
- Wicked a Go Feel It (1984, Wackies)
- Leader For The Pack (1985, Striker Lee)
- Rydim (1985, Greensleeves)
- Time Longer Than Rope (1985, Greensleeves)
- Inna Reggae Dance Hall (1986, Black Roots)
- Sugar & Spice (1986, Taxi)
- Jamming In The Streets (1987, Wackies)
- African Soldier (1988, Black Roots)
- Buy Off De Bar (1988, Sonic Sounds)
- Sugar Minott & Youth Promotion (1988, NEC)
- Lovers Rock Inna Dance Hall (1988, Youth Promotion)
- Sufferers Choice (1988, Black Roots)
- Ghetto Youth Dem Rising (1988, Black Roots)
- The Boss Is Back (1989, RAS Records)
- Ghetto Child (1989, Black Roots)
- Smile (1990, L&M)
- A Touch of Class (1991, Jammy's)
- Happy Together (1991, Black Roots)
- Run Things (1993, VP Records)
- Breaking Free (1994, RAS)
- Stir it Up (feat. Daddy Freddy) (1994, Music of Life)
- International (1996, RAS)
- Musical Murder (1997, VP)
- Good Thing Going (1998, VP)
- Easy Squeeze (1999, World)
- Simply the Best (2000), World
- From the Heart (2000), Blackwacks
- Leave Out a Babylon (2005), Discograph
- In A Lovers Roots Style (2008), Pinnacle
- Tribute to Studio One (2009), Tad's
- New Day (2009), Stop Look Listen

Álbumes split
- Rockers Award Winners (1985, Greensleeves Records) (Sugar Minott & Leroy Smart)
- Double Dose (1987, Blue Mountain) (Sugar Minott & Gregory Isaacs)
- Showdown Volume 2 (Channel One) (Sugar Minott & Frankie Paul)

Recopilatorios
- With Lots of Extra (1983, Hitbound)
- Best of Vol 1 (1988, Black Roots)
- Collectors Collection Vol 1 (1996, Black Roots)
- RAS Portrait (1997, RAS)
- Sugar Minott's Hidden Treasures (1999, Easy Star)